# Línea 11 del Metro de París

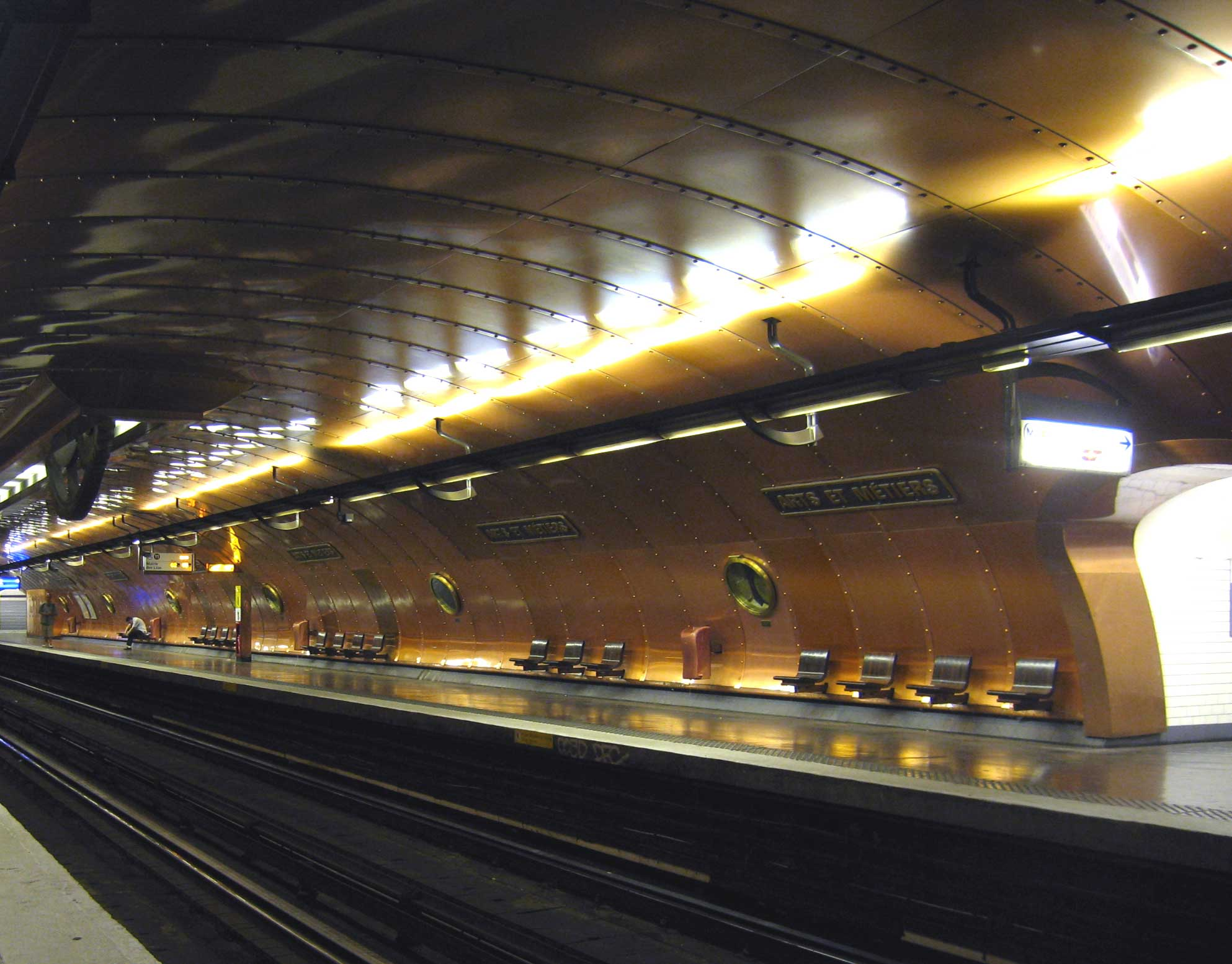
Estación Arts et Métiers, con su decoración imitando un submarino

La línea 11 del Metro de París es una de las últimas que se inauguró. Une la estación de Châtelet en el centro de París con la estación de Mairie des Lilas en el municipio Les Lilas al noreste de París.

## Historia
El 29 de diciembre de 1922, el pleno municipal de París vota la creación de una línea de metro que permita reemplazar el funicular de Belleville, al noreste, y unirlo a Châtelet, en el centro de la ciudad.
Así, tras unos años de obras, el 28 de abril de 1935 se inaugura la nueva línea 11 entre Châtelet y Porte des Lilas, y dos años después, el 17 de febrero de 1937 se amplía al noreste hasta el municipio de Les Lilas hasta la nueva estación de Mairie des Lilas.

## Material móvil
La línea 11 está equipada con unidades MP59 procedentes de la línea 4 desde 1999. Anteriormente circulaban por ella las unidades MP55 propias de la línea. El primer electrotren con neumáticos fabricado en serie, el MP55, ha circulado por la línea 11 entre octubre de 1957 y enero de 1999.
Las unidades MP59 actuales que circulan por la línea 11, así como las MP55 entonces, están compuestas por 4 coches.
Para 2019 Los MP 73 serán asignados 45 trenes de 5 coches procedente de Línea 6, para el MP 89 CC con 5 Trenes de 6 coches debido la automatización de la Línea 4. También compran 20 trenes nuevos de 5 coches MP 14.
Los MP 59 24 trenes de 4 coches serán reemplazados.
El 12 de junio de 2024, el MP59 dejó de circular definitivamente.

## Estaciones y trazado

### Lista de estaciones
|  |   |  | estaciones          | municipio                                | correspondencia  |
|  | - |  | ------------------- | ---------------------------------------- | ---------------- |
|  | o |  | Châtelet            | I París, IV París                        |                  |
|  | o |  | Hôtel de Ville      | IV París                                 |                  |
|  | o |  | Rambuteau           | III París, IV París                      |                  |
|  | o |  | Arts et Métiers     | III París                                |                  |
|  | o |  | République          | III París, X París, XI París             |                  |
|  | o |  | Goncourt            | X París, XI París                        |                  |
|  | o |  | Belleville          | X París, XI París, XIX París, XX París   |                  |
|  | o |  | Pyrénées            | XIX París, XX París                      |                  |
|  | o |  | Jourdain            | XIX París, XX París                      |                  |
|  | o |  | Place des Fêtes     | XIX París                                |                  |
|  | o |  | Télégraphe          | XIX París, XX París                      |                  |
|  | o |  | Porte des Lilas     | XIX París, XX París                      |                  |
|  | o |  | Mairie des Lilas    | Les Lilas                                |                  |
|  | o |  | Serge Gainsbourg    | Les Lilas                                |                  |
|  | o |  | Place Carnot        | Romainville, Noisy-le-Sec                | (proyecto: 2021) |
|  | o |  | Montreuil - Hôpital | Montreuil, Noisy-le-Sec                  | (proyecto: 2025) |
|  | o |  | La Dhuys            | Montreuil, Noisy-le-Sec, Rosny-sous-Bois |                  |
|  | o |  | Coteaux Beauclair   | Noisy-le-Sec, Rosny-sous-Bois            |                  |
|  | o |  | Rosny-Bois-Perrier  | Rosny-sous-Bois                          | (proyecto: 2025) |

### Particularidades
- La línea 11 es la más corta de las líneas mayores del metro de París.
- La estación de Télégraphe es una de las más profundas del Metro de París, a 20 m bajo la superficie, cifra poco llamativa si se compara con otras redes de metro.
- La estación de Arts et Métiers, diseñada por François Schuiten, ha sido recubierta de placas de cobre que le dan un aire de submarino.
- Desde octubre de 2004, las estaciones de la línea 11 tienen el sistema SIEL que informa del tiempo de espera para los dos próximos trenes.

### Talleres y cocheras
Los trenes de la línea 11 se guardan y mantienen en las cocheras de Les Lilas.

### Enlaces
Solo tiene un enlace con el resto de la red, en la vía dirección Mairie des Lilas con la línea 3, entre Rambuteau y Arts et Métiers en punta.
Se estudió hacer un enlace con la línea 1 en la estación de Hôtel de Ville para facilitar el tránsito de unidades sobre neumáticos, pero nunca se llegó a construir.

## Proyectos de ampliación
Los ayuntamientos de Romainville, Noisy-le-Sec, Montreuil y Rosny-sous-Bois así como el consejo provincial de Sena-San Denis propusieron un proyecto de ampliación de la línea más allá de Mairie des Lilas hasta la estación de Rosny-Bois Perrier, lo que permitiría conectarla con la línea RER E y dar servicio desde París al centro comercial Rosny 2. Una de las nuevas estaciones en Romainville, Place Carnot, serviría de conexión con la extensión sur de la línea tranviaria T1 y se prevé una ampliación hasta Vanves Lycee Michelet al sur.
La región ha incluido este proyecto en el anteproyecto de infraestructuras de febrero de 2007. La línea debería ser ampliada a Montreuil Hôpital entre 2007 y 2013 y hasta Rosny-Bois Perrier entre 2014 y 2020.
La ampliación constaría de las siguientes estaciones en los municipios siguientes:
| municipio               | estaciones nuevas                              | apertura prevista |
| ----------------------- | ---------------------------------------------- | ----------------- |
| Les Lilas               | Quartier des Sentes                            | 2007–2013         |
| Romainville             | Place Carnot                                   | 2007–2013         |
| Montreuil, Noisy-le-Sec | Hôpital intercommunal                          | 2007–2013         |
| Montreuil               | Boissière                                      | 2014–2020         |
| Rosny-sous-Bois         | Rosny-Bois Perrier (correspondencia con RER E) | 2014–2020         |

## Galeria

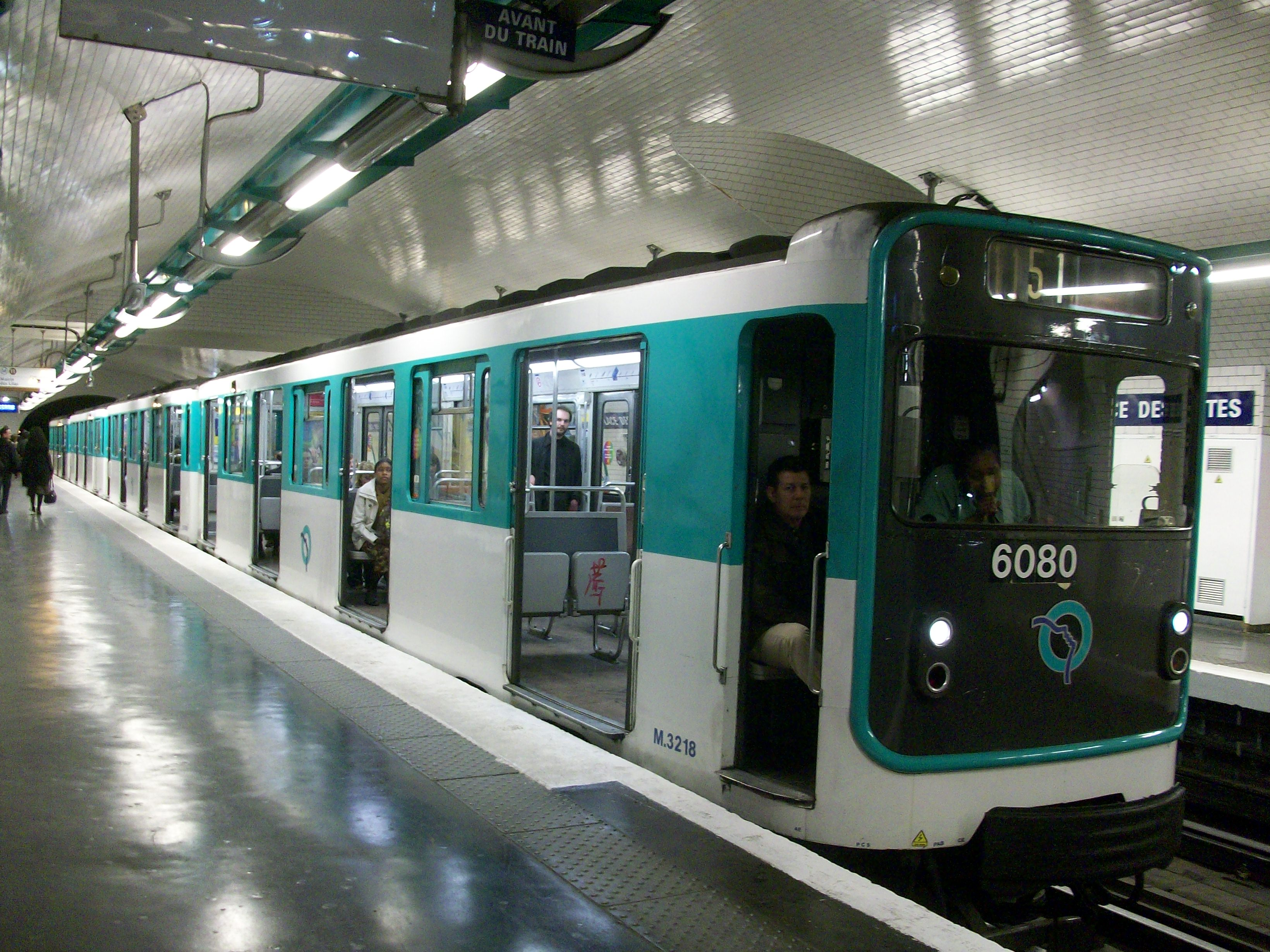
MP 59 en la estación de Place des Fêtes.
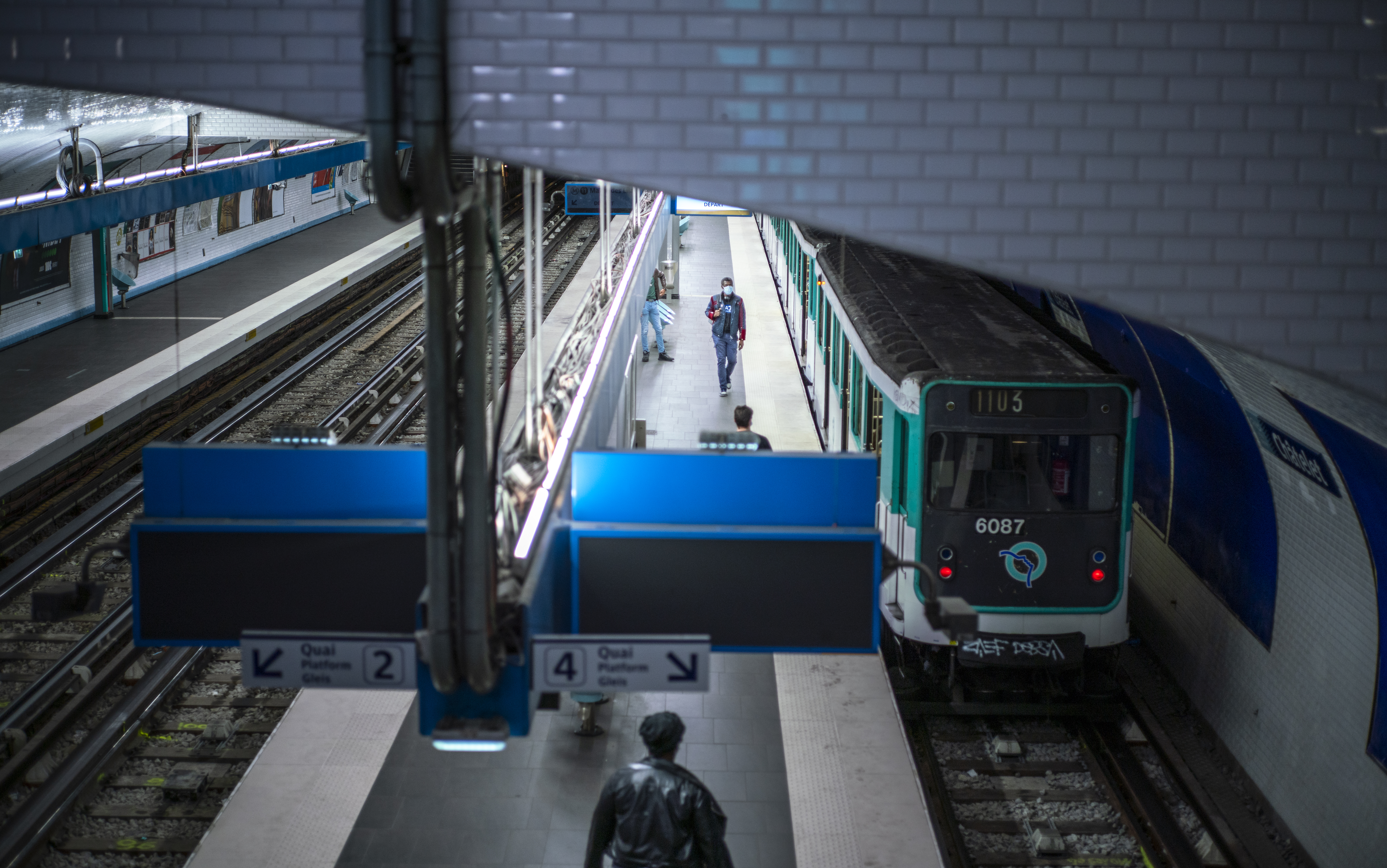
Estación de Châtelet.
- Última día del MP 59 en la estación de la línea 11 del Metro de París, République, 12 de junio de 2024.